# Бокс на літніх Олімпійських іграх 2016
Змагання з боксу на літніх Олімпійських іграх 2016 пройшли з 6 по 21 серпня. Було розіграно 13 комплектів нагород.
Вперше з 1984 року боксери змагались без захисних шоломів (це правило не стосувалось змагань жінок).

## Формат змагань
Чоловіки змагалися у таких десяти вагових категоріях:
- Перша найлегша (до 49 кг)
- Найлегша (до 52 кг)
- Легша (до 56 кг)
- Легка (до 60 кг)
- Перша напівсередня (до 64 кг)
- Напівсередня (до 69 кг)
- Середня (до 75 кг)
- Напівважка (до 81 кг)
- Важка (до 91 кг)
- Надважка (понад 91 кг)

Жінки змагалися у таких вагових категоріях:
- Найлегша (до 51 кг)
- Легка (до 60 кг)
- Середня (до 75 кг)

## Медалі

### Загальний залік
| Місце  | Країна          | Золото | Срібло | Бронза | Загалом |
| ------ | --------------- | ------ | ------ | ------ | ------- |
| 1      | Узбекистан      | 3      | 2      | 2      | 7       |
| 2      | Куба            | 3      | 0      | 3      | 6       |
| 3      | Франція         | 2      | 2      | 2      | 6       |
| 4      | Казахстан       | 1      | 2      | 2      | 5       |
| 5      | Росія           | 1      | 1      | 3      | 5       |
| 6      | Велика Британія | 1      | 1      | 1      | 3       |
| 7      | США             | 1      | 1      | 1      | 3       |
| 8      | Бразилія        | 1      | 0      | 0      | 1       |
| 9      | КНР             | 0      | 1      | 3      | 4       |
| 10     | Колумбія        | 0      | 1      | 1      | 2       |
| 11     | Азербайджан     | 0      | 1      | 1      | 2       |
| 12     | Нідерланди      | 0      | 1      | 0      | 1       |
| 13     | Венесуела       | 0      | 0      | 1      | 1       |
| 14     | Марокко         | 0      | 0      | 1      | 1       |
| 15     | Мексика         | 0      | 0      | 1      | 1       |
| 16     | Монголія        | 0      | 0      | 1      | 1       |
| 17     | Німеччина       | 0      | 0      | 1      | 1       |
| 18     | Фінляндія       | 0      | 0      | 1      | 1       |
| 19     | Хорватія        | 0      | 0      | 1      | 1       |
| Всього | Всього          | 13     | 13     | 26     | 52      |

### Медалісти
| Дисципліна                       | Золото                      | Срібло                     | Бронза                          |
| -------------------------------- | --------------------------- | -------------------------- | ------------------------------- |
| до 49 кг, чоловіки докладніше    | Хасанбой Дусматов (UZB)     | Юберхен Мартінес (COL)     | Хоаніс Архілагос (CUB)          |
| до 49 кг, чоловіки докладніше    | Хасанбой Дусматов (UZB)     | Юберхен Мартінес (COL)     | Ніко Ернандес (USA)             |
| до 52 кг, чоловіки докладніше    | Шахобідін Зоїров (UZB)      | Михайло Алоян (RUS)        | Йоель Фіноль (VEN)              |
| до 52 кг, чоловіки докладніше    | Шахобідін Зоїров (UZB)      | Михайло Алоян (RUS)        | Ху Цзяньгуань (CHN)             |
| до 56 кг, чоловіки докладніше    | Робейсі Рамірес (CUB)       | Шакур Стівенсон (USA)      | Володимир Нікітін (RUS)         |
| до 56 кг, чоловіки докладніше    | Робейсі Рамірес (CUB)       | Шакур Стівенсон (USA)      | Муроджон Ахмадалієв (UZB)       |
| до 60 кг, чоловіки докладніше    | Робсон Консейсао (BRA)      | Соф'ян Уміа (FRA)          | Лазаро Альварес (CUB)           |
| до 60 кг, чоловіки докладніше    | Робсон Консейсао (BRA)      | Соф'ян Уміа (FRA)          | Доржнямбуугийн Отгондалай (MGL) |
| до 64 кг, чоловіки докладніше    | Фазліддін Гаїбназаров (UZB) | Лоренсо Сотомайор (AZE)    | Віталій Дунайцев (RUS)          |
| до 64 кг, чоловіки докладніше    | Фазліддін Гаїбназаров (UZB) | Лоренсо Сотомайор (AZE)    | Артем Арутюнян (GER)            |
| до 69 кг, чоловіки докладніше    | Даніяр Єлеусінов (KAZ)      | Шахрам Гіясов (UZB)        | Мохаммед Рабії (MAR)            |
| до 69 кг, чоловіки докладніше    | Даніяр Єлеусінов (KAZ)      | Шахрам Гіясов (UZB)        | Сулейман Сіссоко (FRA)          |
| до 75 кг, чоловіки докладніше    | Арлен Лопес (CUB)           | Бектемір Мелікузієв (UZB)  | Камран Шахсуварлі (AZE)         |
| до 75 кг, чоловіки докладніше    | Арлен Лопес (CUB)           | Бектемір Мелікузієв (UZB)  | Узель Місаел Родрігес (MEX)     |
| до 81 кг, чоловіки докладніше    | Хуліо Сезар Ла Круз (CUB)   | Адільбек Ніязимбетов (KAZ) | Матьє Бодерлік (FRA)            |
| до 81 кг, чоловіки докладніше    | Хуліо Сезар Ла Круз (CUB)   | Адільбек Ніязимбетов (KAZ) | Джошуа Буатсі (GBR)             |
| до 91 кг, чоловіки докладніше    | Євген Тищенко (RUS)         | Василь Левіт (KAZ)         | Рустам Тулаганов (UZB)          |
| до 91 кг, чоловіки докладніше    | Євген Тищенко (RUS)         | Василь Левіт (KAZ)         | Ерісланді Савон (CUB)           |
| понад 91 кг, чоловіки докладніше | Тоні Йока (FRA)             | Джозеф Джойс (GBR)         | Філіп Хргович (CRO)             |
| понад 91 кг, чоловіки докладніше | Тоні Йока (FRA)             | Джозеф Джойс (GBR)         | Іван Дичко (KAZ)                |
|                                  |                             |                            |                                 |
| до 51 кг, жінки докладніше       | Нікола Адамс (GBR)          | Сара Урамуне (FRA)         | Жень Цаньцань (CHN)             |
| до 51 кг, жінки докладніше       | Нікола Адамс (GBR)          | Сара Урамуне (FRA)         | Інгріт Валенсія (COL)           |
| до 60 кг, жінки докладніше       | Естель Мосселі (FRA)        | Їнь Цзюньхуа (CHN)         | Міра Потконен (FIN)             |
| до 60 кг, жінки докладніше       | Естель Мосселі (FRA)        | Їнь Цзюньхуа (CHN)         | Анастасія Бєлякова (RUS)        |
| до 75 кг, жінки докладніше       | Кларесса Шилдс (USA)        | Ноукха Фонтейн (NED)       | Лі Цянь (CHN)                   |
| до 75 кг, жінки докладніше       | Кларесса Шилдс (USA)        | Ноукха Фонтейн (NED)       | Даріга Шакімова (KAZ)           |